# Acacia mabellae
Acacia mabellae är en ärtväxtart som beskrevs av Joseph Henry Maiden. Acacia mabellae ingår i släktet akacior, och familjen ärtväxter. Inga underarter finns listade i Catalogue of Life.